# Pierre Angers
Pour les articles homonymes, voir Angers (homonymie).
Pierre Angers, né à Montréal (Canada), le 13 août 1912, et mort dans cette même ville le 26 décembre 2005, est un prêtre jésuite, enseignant et philosophe de l'éducation canadien.

## Biographie
Pierre Angers naît à Montréal (Québec, Canada), en 1912. Après des études au Collège Sainte-Marie, ancêtre de l'Université du Québec à Montréal, il y devient professeur de lettres en 1937. Il enseigne à l'Université de Montréal, à partir de 1945. À partir des années 1960, il se consacre presque exclusivement à la pédagogie. En 1964, il participe à la fondation du Conseil supérieur de l'Education du Québec. De 1968 à 1971, il est membre de l'équipe de l'Opération Départ (Montréal).
Entre 1971 et 1975, il met en œuvre, à l'école Saint-Paul, à Trois-Rivières, le projet Education permanente à l'élémentaire (Epel). En janvier 1977, le gouvernement de la province de Québec le nomme président de la Commission d'étude sur les universités. Il meurt le 26 décembre 2005, à Montréal vers l'âge de 93 ans.

## Philosophie
Pierre Angers est un pionnier du travail interdisciplinaire dans le domaine de la recherche et un artisan du développement et de la promotion des études supérieures au Québec. Il a joué un rôle capital dans les organismes les plus importants du domaine de l'éducation. Sa philosophie est basée sur la pédagogie, l'épistémologie,la didactique, l'éthique et la psychologie.
Ses principaux domaines d'étude sont les relations maître-élèves, l'autonomie dans l'apprentissage, les opérations de l'esprit et la conception du
curriculum. Il place au centre de l'action éducative le désir de connaître.
Pierre Angers réfute les théories béhavioristes. Sa pensée s'apparente à celle des cognitivistes (Piaget et son école), mais il ne se reconnaît de filiation explicite qu'avec Bernard Lonergan. Sa théorie de la connaissance est définie à partir de quatre catégories : l'expérience (composante empirique), la compréhension (composante intellectuelle), la réflexion critique (composante rationnelle) et l'action responsable (composante valorisante).

## Distinctions
- 1975 - Prix Léo-Pariseau.
- 1977 - Doctorat honoris causa de l'Université de Sherbrooke.
- 1980 - Doctorat honoris causa de l'Université Laval.
- 1999 - Officier de l'Ordre national du Québec.
- 2003 - Doctorat honoris causa de l'université du Québec à Trois-Rivières[4].